# 新娘暖簾
新娘暖簾或花嫁之簾〈日語：花嫁のれん〉，是自2010年11月1日開始播放的東海電視台連續劇，由羽田美智子、野際陽子領銜主演。

## 播映時刻
第一部於2010年11月1日至同年12月29日期間播放，第二部則於2011年10月31日至同年12月29日播出，第三部則於2014年1月6日至同年3月28日播出，第四部則於2015年1月5日至同年3月播出。播放時間皆為日本時間每日下午13：30～14：00。

## 概要
述說著一位妻子對丈夫的癡情期盼，以及如何得到婆家認同的故事
由於丈夫的不告而別，身為妻子的奈緒子決定到丈夫老家「神樂屋」等待丈夫歸來，同時也希望能改變婆婆對自己的想法。但是，婆婆根本不承認奈緒子，甚至要求她與丈夫離婚。
然而，時間終究證明了一切，即便不願承認媳婦之身份，但對於奈緒子的誠心與努力，身為「婆婆」的志乃全看在眼裡，這也使志乃對奈緒子的想法逐漸有所改變…
不論是鶼鰈情深，還是友誼信任，甚至是身為領導者該有的風範…，種種一切，以百年旅館「神樂屋」為舞臺，環繞在奈緒子與志乃身旁之人、事、物…，一段段溫馨動人的故事，將由婆媳倆共同寫下…

### 第一部
奈緒子（羽田美智子飾）原本是一家旅行社的勤務，但由於不景氣等因素，使她面臨了失業的命運。只不過，這並不算是最大的問題。
丈夫宗佑（津田寬治飾）因為生意失敗而欠下了一屁股債，在走投無路之餘，只有跑路，但是他並沒有帶著老婆一起離開，於是奈緒子就這樣一個人被留下。
就在這個時候，婆婆志乃（野際陽子飾）便出面以代為還清債務為條件，希望奈緒子能和宗佑離婚。
原因不只是宗佑已經下落不明，主要還是因為，奈緒子並沒有通過傳統婚嫁儀式，而且她還是所謂的「外地人」！
其實宗佑的老家是金澤赫赫有名之老牌旅館「神樂屋」，而婆婆志乃乃是「神樂屋」的大老闆娘。
據說在擁有許多傳統風俗的金澤，在媳婦進門之時，必須躦過「新娘暖簾」，才能算是那個家正式的媳婦，而奈緒子由於是宗佑離家之後在外地結婚的，因此便被婆家冠上了「不被承認的外地媳婦」之身分。
對於重視傳統的婆婆志乃來說，她當然不會承認沒有躦過「新娘暖簾」且又是「外地人」的奈緒子，只是，這畢竟只是志乃單方面的想法，對奈緒子來說，宗佑是她真心深愛的丈夫，因此，奈緒子便下了一個決定，那就是…到丈夫的老家—「神樂屋」去工作！
奈緒子請求志乃讓她在神樂屋一邊工作，一邊等丈夫回來，但奈緒子的母親認為人家都已經表明了不承認奈緒子，她何必還要去自取其辱？而志乃也覺得荒謬至極，但最後還是答應了。
起先神樂屋的眾人，皆以「不被承認的外地媳婦」眼光看待著奈緒子。雖說目的是為了還債和等待丈夫，但奈緒子仍十分努力學習著旅館的各項工作，包括最重要的「傳統」禮儀。
然而在歷經了一段時日之後，志乃逐漸覺得奈緒子雖然沒資格成為媳婦，但似乎有著成為老闆娘的資質，因此便決定要讓奈緒子和孫女琉璃子（里久鳴祐果飾）展開一場競爭。
於是，奈緒子的「老闆娘修行」，就此開始…

### 第二部
丈夫宗佑又失蹤了！！就在奈緒子即將正式被承認為神樂家的媳婦時，沒想到宗佑又再次下落不明！而這也表示，「承認」婚禮儀式告吹，畢竟沒有新郎哪叫婚禮呢？而代表進門的「新娘暖簾」想當然也不必躦了！因此，奈緒子又得回到「不被承認的外地媳婦」之尷尬立場了。
某日，神樂家收到了一張宗佑寄回來的明信片，進而得知他人正在臺灣。旅館這邊，則是為了要祝賀加賀屋臺灣分館開幕一週年，打算要派人前往道賀，於是志乃便要奈緒子代表前往。而她這次的任務，除了道賀之外，同時更要把宗佑給找回來！
抵達臺灣後，奈緒子卯足了勁全力尋找丈夫。就在歷經一番波折之後，奈緒子終於找到了宗佑，只是，原以為這次真的能讓丈夫回到自己身邊，沒想到，他卻表示不能和她一起回日本去。
得知此事後的志乃，認為不能再這樣下去，因此也來到臺灣，打算這次不論如何，都要把兒子給帶回去。
不過，就在宗佑說明了原由以及自己的想法之後，雖說是百般無奈，但婆媳倆對於兒子與丈夫總算願意腳踏實地的改變也感到欣慰，因此決定再給他一次機會，奈緒子便與志乃一起返回日本。
回到日本後的奈緒子，本想一切又回到和從前一樣，她依舊以「不被承認的外地媳婦」之處境，繼續她的老闆娘修行，但就在這時，竟出現了一名要和她角逐老闆娘之位的強勁對手…！！
面對通曉在地風俗，並從小就被培育為未來老闆娘的「本地人」，即便已經非常努力學習，但畢竟仍是「外地人」的奈緒子，在這極度重視傳統與風俗之老牌旅館—「神樂屋」，她還會有勝算嗎？
這是兩個老闆娘之間的對決，同時亦是本地仔和外地仔之間的戰爭…！！

## 登場人物

### 主人翁
| 角色       | 演員       | 介紹 | 年齡       |
| 神樂奈緒子 | 羽田美智子 | （本姓：石倉） 神樂家「準」媳婦、神樂屋準老闆娘 有著凡事皆能以樂觀面對、但又如雜草般強韌不拔的性格。 為了丈夫，奈緒子可說是吃盡了苦頭。先是被婆家放了冷箭，又被眾人以「不被承認的外地媳婦」眼光看待！ 對奈緒子來說，即使是被婆家認為不知羞恥也好，還是厚臉皮也罷，這些，她都可以忍，只是，讓奈緒子最無法接受的，還是丈夫宗佑的不告而別。 為了等待丈夫，奈緒子不惜請求婆婆讓她到神樂屋工作。除了要償還婆家代為清償之債務外，奈緒子更相信丈夫總有一天會回來自己的家。 | 42歲－43歲 |
| 神樂志乃   | 野際陽子   | 神樂家大家長、神樂屋大老闆娘，深雪與宗佑的母親，奈緒子的婆婆，琉璃子、翔太、小幸的外婆 除了保守之傳統觀念外，似乎還具備了該年紀不常有之開明。 由於認為沒有躦過新娘暖簾的奈緒子，根本就沒資格成為神樂家的媳婦，因此起初對奈緒子抱著些許不屑的態度。不過，似乎就在感受到奈緒子的誠心及努力之後，對她的想法漸漸從原本的不屑，轉變至愧疚與抱歉。 | 70歲－71歲 |

### 神樂家
| 角色       | 演員       | 介紹 | 年齡       |
| 神樂琉璃子 | 里久鳴祐果 | 神樂家的長孫女、神樂屋老闆娘前候選人 為了繼承母親的遺志，琉璃子不惜放棄念大學的機會，也要學習如何做一個老闆娘。但是，她萬萬沒想到，在她的修行之道上，竟出現了奈緒子這個程咬金…！ 起初琉璃子只是一心想獲得勝利，不過就在與奈緒子的競爭接觸當中，逐漸獲得成長，並且在奈緒子的幫助下，開始思考自己的人生。 最後，她選擇了真正的幸福。 | 22歲－23歲 |
| 神樂翔太   | 草川拓彌   | 神樂家的長孫 | 15歲－16歲 |
| 神樂幸     | 木村真那月 | 神樂家的次孫女 起初對於姊姊要離開家鄉十分無法接受，但最後也了解到，為了姊姊的幸福，她不能再繼續任性下去。 | 8歲－9歲   |
| 神樂伸也   | 小林進     | 神樂屋經理、神樂家入贅女婿 原本是神樂屋的經理，後來到臺灣後深受感動，便留在臺灣加賀屋進修。 | 51歲－52歲 |
| 神樂深雪   | 石野陽子   | （已故角色） 神樂家的長女、宗佑的姊姊、伸也的妻子、神樂屋老闆娘前候選人 為了扛起老闆娘的重擔，體弱多病的她，最後因過勞而香消玉殞。也因此身為母親的志乃，深感自責，認為女兒的死都是自己一手造成。 | －         |
| 神樂宗佑   | 津田寬治   | 神樂家的長男，奈緒子的丈夫 雖然勇於創業，但總沒有一次成功，最後更因欠下龐大債務而消失得無影無蹤。 儘管不斷讓奈緒子傷心，但奈緒子始終相信他，這也使得宗佑對奈緒子更是深感愧疚。 在歷經一番波折之後，終於感受到腳踏實地的重要，便請求太太和母親再給他一次努力的機會。 就這樣，宗佑便留在臺灣學習。                                   | 42歲－43歲 |
| 神樂辰夫   | 山本圭     | 神樂屋料理長，深雪與宗佑的父親，奈緒子的公公，琉璃子、翔太、小幸的外公 | 74－75歲   |

### 神樂屋
| 角色               | 演員     | 介紹 | 年齡     |
| 瀨野有紀子         | 吉田羊   | 志乃的外甥女，奈緒子之競爭對手 由於從小就被培育為未來老闆娘，不僅精通花道，也對在地風俗有深厚的了解，而言行舉止則更是氣質優雅。 對奈緒子而言，有紀子無疑是最強的競爭者。而面對外地媳婦奈緒子，有紀子可說是有著十足把握能夠取得最後的勝利！ | 40歲     |
| 谷本照子           | 烏丸節子 | 神樂屋的領班兼代理經理 | 55－56歲 |
| 城之內滿（美智留） | 浅見麗奈 | 神樂屋研習服務生 | －       |
| 廣澤知子           | 棟里佳   | 神樂屋的女服務生 | －       |
| 今內弘美           | 鈴木美惠 | 神樂屋的女服務生 | －       |
| 篠原和代           | 宮田真帆 | 神樂屋的女服務生 | －       |
| 阿哲               | 神木優   | 神樂屋的廚師 | －       |
| 健太               | 大久保浩 | 神樂屋的廚師 | －       |
| 榛名武司           | 岩永洋昭 | 神樂屋新來的廚師 對於奈緒子樂觀取進以及勇於負責之態度感到欣賞，最後甚至對她產生愛慕之情。 | 36歲     |

### 石倉家
| 角色       | 演員     | 介紹                           | 年齡 |
| 石倉美也子 | 大森曉美 | 奈緒子的母親，良美的孩子的外婆 | －   |
| 石倉浩     | 深水三章 | 奈緒子的父親，良美的孩子的外公 | －   |
| 石倉良美   | 竹本聰子 | 奈緒子的妹妹，孩子的母親       | －   |
| 良美的孩子 | 須田琉雅 | 奈緒子的妹妹的孩子             | －   |

### 合租屋
| 角色     | 演員                    | 介紹 | 年齡     |
| 藤澤良樹 | 內田朝陽（7歳：岸靖人） | 奈緒子好友、琉璃子的丈夫，傳統技藝「友禪染」的師傅 從小都是由姊姊照顧，因此對於年紀比自己小的女性較不感興趣，反而對如姐姐般的奈緒子有好感。姐姐去世、父母離婚之後，便以母姓「藤澤」當成自己的姓氏。但是，在視如妹妹的琉璃子向自己表白之後，他的心情便複雜不已。後來，奈緒子希望倆人能把握擁有幸福的機會，便勸請他認真思考琉璃子的事。 最後，良樹決定對琉璃子承諾終生的幸福。 | 30歲     |
| 吉田惠   | 中村映里子              | 房客之一，良樹和奈緒子的室友 告訴奈緒子許多有關金澤的傳統習俗。 | 24－25歲 |
| 森川勝   | 北村榮基                | 房客之一，良樹和奈緒子的室友 | －       |
| 福島將彥 | 有川良太                | 房客之一，良樹和奈緒子的室友 | －       |
| 關口洋子 | 吉川麻衣子              | 房客之一，良樹和奈緒子的室友 | 25歲     |

### 菊亭
| 角色   | 演員       | 介紹                                                 | 年齡 |
| 朝倉菊 | 南一惠     | 菊亭大老闆娘，小楓的外婆，她和神樂屋的志乃是死對頭。 | －   |
| 吾郎   | 木之內賴仁 | 菊亭廚師 在辰夫病倒時，由他來支援神樂屋的料理工作。  | －   |
| 朝倉楓 | 指出瑞貴   | 阿菊老闆娘的孫女、翔太的女朋友                       | －   |

### 熊谷交通觀光
| 角色       | 演員       | 介紹 | 年齡                   |
| 熊谷節子   | 田岡美也子 | 丈太郎的母親，江美子的婆婆 原本和江美子的關係瀕臨破裂，但在志乃巧妙之調解下，婆媳倆從此便感情融洽。                 | －                     |
| 熊谷丈太郎 | 山下徹大   | 熊谷觀光負責人 起初是琉璃子的相親對象，也對琉璃子頗有好感，但後來了解到自己並非琉璃子的真愛，便主動退出。           | 32歲                   |
| 熊谷江美子 | 中野若葉   | 熊谷觀光領隊、熊谷家媳婦 對婆婆百般容忍，直到有一天終於和婆婆撕破了臉，但在志乃的幫助下，逐漸和婆婆重新建立了感情。 | 據劇中說法是比丈夫年長 |

### 金澤其他重要人物
| 角色 | 演員   | 介紹                                 | 年齡 |
| 村田 | 黑部進 | 花道掌門人。在地方上有一定的影響力。 | －   |

## 臺灣篇

### 臺灣加賀屋
| 角色       | 演員                 | 介紹         | 年齡 |
| 中圭子     | 中村綾               | 日本教育領班 | －   |
| 王小姐     | 香椎凛               | 女服務生     | －   |
| 領班       | 曾安琪               | 臺灣教育領班 | －   |
| 女服務生們 | 洪韶卿 吳欣芸 潘君妍 | 女服務生     | －   |

## 其他

### 神樂屋的客人
| 角色     | 演員     | 介紹 | 年齡 |
| 湯原千里 | 松本若菜 | 宗志的母親 由於不忍告訴兒子被自己父親拋棄的事實，便將宗志帶到神樂屋，並稱鼓勵她生下孩子的宗佑為孩子的父親，也因此使得神樂家頓時陷入一陣不小的騷動…。 在誤會解開後，由於暫時無法給宗志一個安定的生活，在奈緒子之善勸下，便讓兒子繼續寄住於神樂家。          | －   |
| 湯原宗志 | 庄司龍成 | 千里的兒子 由於稱宗佑為「爸爸」，因此被懷疑是宗佑的私生子，但事實並非如此，會這樣是因為是宗佑鼓勵千里生下他，因此宗佑也算是他半個「父親」，但實際上他和神樂家並沒有血緣關係。 在解開誤會後，由於諸多因素，便繼續寄住於神樂家，期盼著母親回來接他的那一天。 | 6歲  |

## 主題曲

### 第1季
- 片頭曲：岡本真夜《Beautiful Days》
- 片尾曲：SENTIMENTAL CITY ROMANCE（日语：センチメンタル・シティ・ロマンス）《センチメンタル・シティ》

### 第2季
- 片頭曲：福井舞《たったひとりの味方》
- 片尾曲：CLIFF EDGE（日语：CLIFF EDGE）《PRAY feat.ALL LOVE》

### 第3季
- 片頭曲：Do As Infinity《風花便り》
- 片尾曲：SOLIDEMO《Next to you》

### 第4季
- 片頭曲：東方神起《櫻花路》
- 片尾曲：東京カランコロン（日语：東京カランコロン）《夢かウツツか》

## 相關項目
本劇之男女主角羽田美智子和津田寬治，亦於朝日電視台製作播映的刑事連續劇「警視廳搜查一課9係」中，同台演出。另外還有其他演出本劇之演員，也有在「警」劇中參與演出。

## 外部連結
- 東海電視台－花嫁のれん （页面存档备份，存于）
- 東海電視台－花嫁のれん2 （页面存档备份，存于）
- 東海電視台－花嫁のれん3 （页面存档备份，存于）
- 東海電視台－花嫁のれん4 （页面存档备份，存于）
- 緯來日本台－旅館花嫁 （页面存档备份，存于）

## 作品的變遷
| 日本 東海電視台 午間劇                      | 日本 東海電視台 午間劇                        | 日本 東海電視台 午間劇                     |
| ------------------------------------------- | --------------------------------------------- | ------------------------------------------ |
|                                             | 新娘暖簾（第1季） （2010.11.01 - 2011.12.29） |                                            |
| 天使的代理人 （2010.09.06 - 2010.10.29）    | 櫻花心中 （2011.01.05 - 2011.04.08）          |                                            |
| 毒姫和我 （2011.09.05 - 2011.10.28）        | 新娘暖簾（第2季） （2011.10.31 - 2011.12.29） | 鈴子之戀 （2012.01.05 - 2012.03.30）       |
| 天國之戀 （2013.10.18 - 2013.12.27）        | 新娘暖簾（第3季） （2014.01.06 - 2014.03.28） | 聖母・聖美物語 （2014.03.31 - 2014.06.27） |
| Cinderella Date （2014.11.03 - 2014.12.26） | 新娘暖簾（第4季） （2015.01.05 - 2015.03.27） | Platinum Age （2015.03.30 - 2015.05.29）   |

| 臺灣 緯來日本台 週一至週五 22:00至23:00      | 臺灣 緯來日本台 週一至週五 22:00至23:00    | 臺灣 緯來日本台 週一至週五 22:00至23:00 |
| -------------------------------------------- | ------------------------------------------ | --------------------------------------- |
|                                              | 旅館花嫁 （2012年2月14日 - 2012年4月11日） |                                         |
| 家政婦女王 （2012年1月30日 - 2012年2月13日） | 最強名醫 （2012年4月12日 - 2012年4月23日） |                                         |
| 週一至週五 15:00至17:00 （一次播兩集）       |                                            |                                         |
| 旅館之嫁 （2013年5月3日 - 2013年6月7日）     | 旅館花嫁 （2013年6月10日 - 2013年7月8日）  | 待查 （2013年7月9日 - ）                |

| 香港 Now觀星台 每日 20:00 - 20:30                | 香港 Now觀星台 每日 20:00 - 20:30 | 香港 Now觀星台 每日 20:00 - 20:30 |
| ------------------------------------------------ | --- | --------------------------------- |
|                                                  | 旅館花嫁（第一季） （2016年6月17日 - 2016年7月28日） 旅館花嫁（第二季） （2016年7月29日 - 2016年9月9日） 旅館花嫁（第三季） （2016年9月10日－2016年11月8日） 旅館花嫁（第四季） （2016年11月9日－2017年1月7日） |                                   |
| 乘著歌聲的愛情 （2016年1月18日 - 2016年6月16日） | 小站 （2017年1月8日 - 2017年2月23日） |                                   |